# Вербіца (комуна)
Вербіца (рум. Verbița) — комуна у повіті Долж в Румунії. До складу комуни входять такі села (дані про населення за 2002 рік):
- Вербіца (996 осіб) — адміністративний центр комуни
- Вербічоара (585 осіб)

Комуна розташована на відстані 233 км на захід від Бухареста, 51 км на захід від Крайови.

## Населення
За даними перепису населення 2002 року у комуні проживала 1581 особа, усі — румуни. Усі жителі комуни рідною мовою назвали румунську.
Склад населення комуни за віросповіданням:
| Релігія       | Кількість осіб | Відсоток |
| ------------- | -------------- | -------- |
| православні   | 1580           | 99,9%    |
| римо-католики | 1              | 0,1%     |